# Petro Bolbotschan

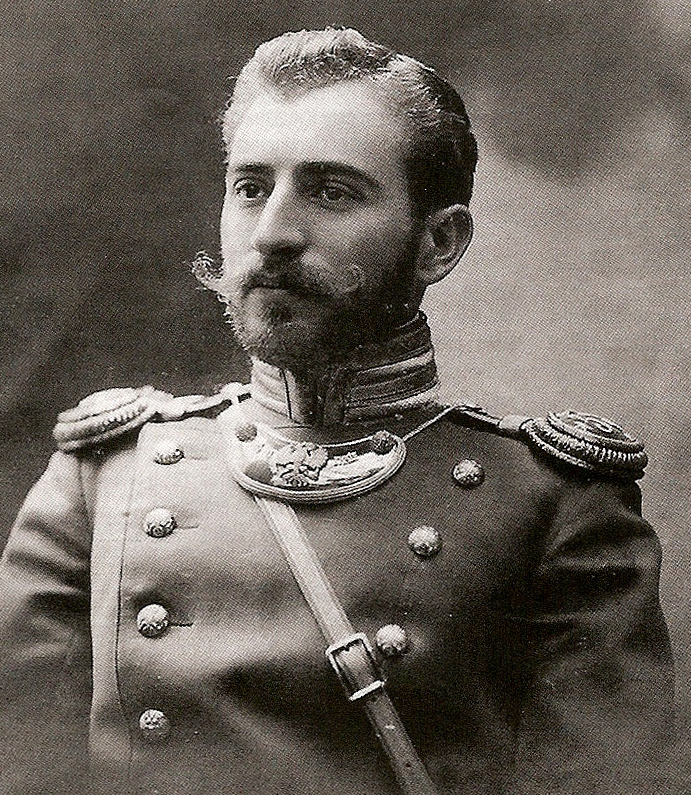
Petro Bolbotschan, etwa 1910

Petro Fedorowytsch Bolbotschan (ukrainisch Петро Федорович Болбочан; * 5. Oktoberjul. / 17. Oktober 1883greg. in Jariwka, Gouvernement Bessarabien, Russisches Kaiserreich; † 28. Juni 1919 in Balyn, Gouvernement Podolien, Ukrainische Volksrepublik) war ein ukrainischer Militärführer. Er war Oberst der Armee der Ukrainischen Volksrepublik.

## Leben

### Jugend und Erster Weltkrieg
Petro Bolbotschan kam im Dorf Jariwka (Ярівка) im heutigen Rajon Chotyn der ukrainischen Oblast Tscherniwzi in der Familie eines rumänisch-orthodoxen Priesters zur Welt. Er begann ein Studium am Theologischen Seminar in Chișinău, das er 1905 abbrach, um Offizier zu werden. Am 6. August des gleichen Jahrs trat er in die Tschugujew-Infanterie-Kadetten-Schule (russisch Чугуевское пехотное юнкерское училище) der Kaiserlich Russischen Armee in Tschuhujiw ein, wo er eine Ukrainisch sprechende Gruppe organisierte, die jedoch aufgelöst wurde und ihm einen Verweis einbrachte.
Nachdem er die Schule 1909 absolviert hatte, wurde als Leutnant in ein Infanterie-Regiment versetzt. Im Ersten Weltkrieg nahm er ab 1914 an Schlachten an der Front teil und wurde Regimentsadjutant des 38. Tobolsk-Infanterie-Regiments der russischen Armee. Im April 1917 wurde er an der Brust verletzt und musste die Front für mehrere Monate zur Genesung verlassen.

### Russischer Bürgerkrieg
Nach der Februarrevolution ukrainisierte er aktiv seine Truppen und wurde 1917 Oberstleutnant der Armee der Ukrainischen Volksrepublik. Am 4. November 1917 wurde er Kommandant des 1. Ukrainisch-Republikanischen Regiments, das Anfang Dezember auf Befehl der Bolschewiki entwaffnet und liquidiert wurde.
Im Januar 1918 bildete er, ohne offizielle Erlaubnis, in Kiew eine Militäreinheit, mit der er die Kiewer Arsenalwerk-Revolte niederschlug. Nach der für die Rote Armee siegreichen Schlacht bei Kruty im Bürgerkrieg rückte diese auf Kiew zu, woraufhin die Zentralna Rada am 9. Februar 1918 die Stadt fluchtartig verließ und Bolbotschan mit seiner Einheit die Flucht deckte und die Stadt unter schweren Verlusten zu verteidigen versuchte. Beim Dorf Hnatiwzi östlich von Chmelnyzkyj sammelten sich anschließend die verbliebenen ukrainischen Truppen und formierten sich unter General Kostjantyn Prissowskyj (Костянтин Адамович Прісовський; 1878–1966) neu. Lediglich Symon Petljura weigert sich, seine Truppen einzugliedern, woraufhin ihm Petro Bolbotschan vorwarf, dass er „aus seinen eigenen kleinen Motiven einer großen Vereinigung im Wege stand“, womit die schwierige Beziehung zwischen der ukrainischen Regierung und Petro Bolbotschan begann. Nachdem Mitte Februar der Friedensvertrag von Brest-Litowsk unterzeichnet war, nahm Bolbotschan an einer Gegenoffensive zur Befreiung von Sarny und Schytomyr teil. Die ukrainische Regierung stellte ihn, trotz erfolgreichen Kämpfen um Schytomyr, unerwartet als Kommandant seines Regiments frei und ernannte ihn zum Provinzkommandanten von Wolhynien. Ebenso wurde General Prissowskyj aus seinem Amt entfernt. Der Grund war politischer Natur, da Prissowskyj und Bolbotschan, im Gegensatz zur überwiegend sozialistisch ausgerichteten Zentralna Rada, eher politisch rechts zu verorten waren.
Bolbotschans 2. Saporischschja-Infanterieregiment war das zahlenmäßig stärkste größte und auch das beste Regiment der Saporischschja-Division und später des Saporischschja-Korps. Es bestand aus viertausend Kosaken, von denen fast 80 % Offiziere und Intellektuelle waren. Nachdem seine ehemaligen Truppen unter ihrem neuen Kommandanten in den Kämpfen um Berdytschiw schwere Verluste erlitten hatte, und der neue Kommandant vom Schlachtfeld geflohen war, verließ Bolbotschan seinen Posten als Provinzkommandant, kehrte an die Spitze seiner Truppe zurück und nahm nach mehreren Tagen heftiger Kämpfe Berdytschiw ein, was die Regierung nun akzeptieren musste. Am 1. März 1918 marschierte er in Kiew ein und bereits am nächsten Tag wurden auf dem Weg nach Poltawa Jahotyn, Hrebinka, Lubny und weitere Ortschaften von den zahlenmäßigen überlegenen Bolschewiken zurückerobert. Die Deutschen Truppen, die sich am Ende der Kämpfe annäherten, gratulierten ihm offiziell zu dem glänzenden Sieg und die bolschewistische Presse bezeichnete Bolbotschan als „gefährlichen Feind“ und „reaktionären General des alten Regimes“. Die Offensive wurde fortgesetzt, sodass bald Romodan und Poltawa und am 6. April Charkiw befreit werden konnte. Mitte April 1918 wurde die Offensive in Richtung Süden fortgesetzt und Losowa, Oleksandriwsk (das heutige Saporischschja) sowie Melitopol von den bolschewistischen Einheiten befreit. Am 21. April 1918 ging Bolbotschan mit seinen Einheiten über die Sywasch-Eisenbahnbrücke auf die Krim und am 22. April 1918 konnte er Dschankoi und am 25. April Simferopol und Bachtschyssaraj erobern. (vgl. Krim-Operation)

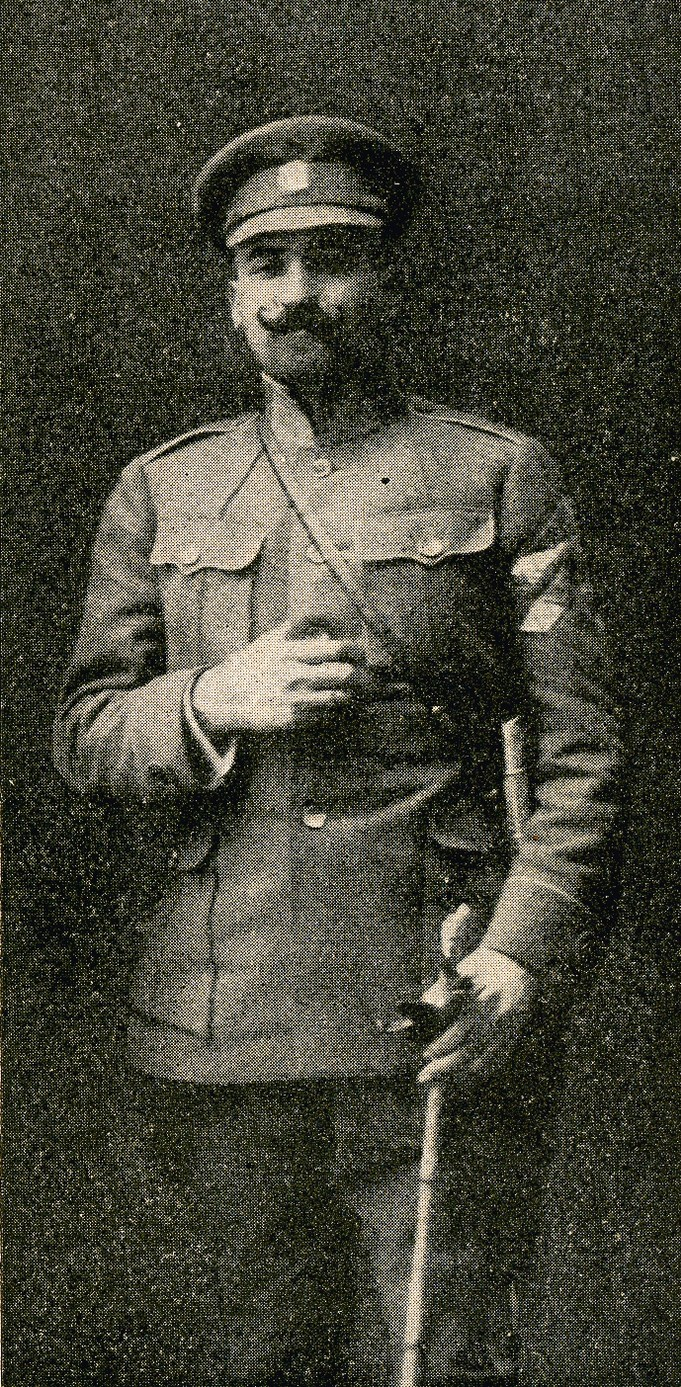
Petro Bolbotschan, etwa 1918

Ein weiteres Vorgehen wurde von den Deutschen verhindert, die die strategisch wichtige Krim für sich beanspruchten. Der deutsche General Robert Kosch forderte den Rückzug der ukrainischen Truppen von der Krim, dem diese am 28. April 1918 folgten und die Krim verließen. Am folgenden Tag putschte sich Pawlo Skoropadskyj in der Ukraine an die Macht und errichtete den Ukrainischen Staat (Hetmanat). Bolbotschan setzte widerwillig seinen Dienst an der Spitze seiner in Oleksandriwsk (dem heutigen Saporischschja) stationierten Division fort und wurde am 5. November 1918 zum Oberst in der Armee des ukrainischen Staates befördert. Am 14. November 1918 stürzte das Direktorium der Ukrainischen Volksrepublik Skoropadskyj und übernahm in Kiew die Macht, während Bolbotschan am selben Tag die Macht in Charkiw ergriff. Dies nutzen die Bolschewisten für eine Gegenoffensive und Oberst Bolbotschan erließ zur Verhinderung von Sabotage einen Befehl zur Verfolgung aller antiukrainischen Aktivisten, in dem es hieß: „Ich betone, dass wir für einen unabhängigen demokratischen ukrainischen Staat kämpfen, nicht für ein geeintes Russland, wie auch immer.“ (monarchisch oder bolschewistisch)
Der Vorsitzende des Direktoriums Wolodymyr Wynnytschenko jedoch glaubt zunächst nicht an einen Angriff der Bolschewiken, die zuvor noch seine Verbündete gegen das Hetmanat waren, weshalb die Regierung erst am 16. Januar 1919 den Krieg gegen Sowjetrussland erklärten. So mussten sich die linksufrigen ukrainischen Truppen unter Bolbotschans Befehl zurückziehen und Charkiw und Poltawa aufgeben.

### Verhaftung und Tod
Am 22. Januar 1919 wurde Bolbotschan auf Befehl von Symon Petljura durch den Befehlshaber des 3. Hajdamaken-Regiments, Omeljan Woloch (Омелян Іванович Волох; 1886–1937) in der Nähe von Krementschuk verhaftet und in Begleitung einiger seiner Offiziere nach Kiew verbracht.
Am 25. Januar 1919 wurde er angeklagt sich der „grundlosen“ Kapitulation von Charkiw und Poltawa schuldig gemacht zu haben. Des Weiteren warf man ihm Unterdrückung der Bevölkerung vor und beschuldigte ihn, sich die Staatskassen von Charkiw und Poltawa angeeignet zu haben und schließlich, dass er sich der Freiwilligenarmee hätte anschließen wollen. Die offizielle Presse verleumdete ihn als „vom russischen Geist durchdrungen“ Verräter, Konterrevolutionär, Provokateur und Verbrecher.
Die meisten der Anschuldigungen waren jedoch unbegründet: Charkiw und Poltawa konnten von ihm nicht gehalten werden, da seine Truppen zwischen der Roten Armee und den deutschen Truppen eingekeilt waren. Die Staatsgelder händigte er Jewhen Konowalez aus und der Vorwurf, die Bevölkerung unterdrückt zu haben, betraf die Bevölkerungsteile, die die Bolschewiki unterstützten, was sich bezüglich der Verteidigung der nationalen Sicherheit teilweise rechtfertigen lässt. Dass es seinerseits Verbindungen oder Kontakte zur Freiwilligenarmee gab, blieb unbewiesen. Wynnytschenko erklärte, dass Bolbotschans Verhaftung auf dessen „undemokratische Natur“ zurückzuführen sei.
Kurze Zeit später wurde die Evakuierung der staatlichen Institutionen aus Kiew angekündigt und Jewhen Konowalez brachte Petro Bolbotschan am 31. Januar 1919 nach Stanislaw. Als es bis Mai 1919 immer noch keine Untersuchung in seinem Fall gab, organisierten seine Anhänger eine Audienz bei Petljura, der ihm daraufhin anbot, in Italien gefangene Ukrainer als Freiwillige zu rekrutieren, wogegen die Regierung jedoch ein Veto einlegte. Der ukrainische Stabschef Mykola Hawryschko (Микола Степанович Гавришко; * 1890) setzte Bolbotschan daraufhin wieder als Kommandeur seiner Truppen ein und am 9. Juni 1919 war Bolbotschan bereits bei der Truppe, um das Kommando zu übernehmen. Er wurde aber von Soldaten des Doroschenko-Regiments festgenommen und von einem Militärgericht der Ukrainischen Volksrepublik am 10. Juni 1919 des Versuchs einer Meuterei für schuldig befunden und zum Tode verurteilt.
Am 28. Juni 1919 um 22 Uhr wurde Petro Bolbotschan am Bahnhof Balyn (Балин) im heutigen Rajon Dunajiwzi der Oblast Chmelnyzkyj standrechtlich erschossen und in einem halben Kilometer Entfernung vom Bahnhof begraben.

## Ehrungen
- Am 4. Oktober 2020 wurde auf dem Bolbotschan-Platz in Kiew ein Denkmal für Petro Bolbotschan enthüllt.[4]
- Sankt-Stanislaus-Orden 2. Klasse[1]
- Orden der Heiligen Anna 3. Klasse[1]